# Göran von Otter
Göran von Otter (Kristianstad, 4 de agosto de 1907-4 de diciembre de 1988, Estocolmo) fue un diplomático sueco, barón de Otter y nieto del almirante de la Marina Real, el barón Fredrik von Otter, quien fuera primer ministro sueco entre 1900-02.

## Biografía
Nació el 4 de agosto en la iglesia parroquial de Sörby, Kristianstad, a Fredrik Edmund von Otter y Elsa Thomassine Wrede. 
Se desempeñó como secretario de la delegación sueca en Berlín durante la Segunda Guerra Mundial. La noche del 20 de agosto de 1942, en un tren que viajaba entre Varsovia y Berlín, conoció al oficial de la SS Kurt Gerstein. Gerstein le informó sobre los procedimientos de exterminio que había presenciado en los campos de concentración de Belzec y Treblinka rogándole que transmitiera la información al Gobierno sueco a fin de enterar a las fuerzas aliadas. 
Una dramatización del hecho aparece brevemente en la película Amen de Costa Gavras basada en la obra de teatro El vicario de Rolf Hochhuth.
Von Otter redactó un informe al Ministerio de Asuntos Exteriores de Suecia que fue desestimado y dado a conocer recién terminada la guerra. En mayo de 1945, desde Helsinki se comunicó con el barón Lagerfelt tratando de localizar a Gerstein. Göran von Otter infructuosamente intentó comunicarse con Gerstein antes de su muerte (presunto suicidio) en la cárcel de prisioneros de guerra de Cherche-Midi el 25 de julio de 1945.
En 1934 casó con Anne-Marie Ljungdahl (1912–1997) con quien tuvo dos hijos, el sociólogo Casten von Otter y Mikael von Otter y dos hijas, la escritora y política Birgitta von Otter (1939), casada desde 1970 con el político social-demócrata y exministro Kjell-Olof Feldt y la famosa cantante Anne Sofie von Otter (1955) quien dedicó uno de sus trabajos a compositores exterminados en el campo de Terezín en 2006.

## Literatura
- von Otter, Birgitta: Navelsträngar och narrspeglar. Stockholm: Alba, 1991. ISBN 91-7458-247-X.
- Peter Englund: Brev från nollpunkten. Historiska essäer. Stockholm: Atlantis, 1996. ISBN 91-7486-231-6.
- Peter Englund: Menschheit am Nullpunkt. Aus dem Abgrund des 20. Jahrhunderts. Stuttgart: Klett-Cotta, 2001. ISBN 3-608-93547-9.

## Film
- Carl Svensson: Aus Schweden kein Wort. Ein Diplomat und der Holocaust. Dokumentarfilm, Schweden 2017

- Datos: Q288550
- Multimedia: Göran von Otter / Q288550